# Bains publics (film)
Pour le lieu, voir Bains publics.
Pour plus de détails, voir Fiche technique et Distribution.
Bains publics est un film documentaire belge réalisé par Kita Bauchet. 

## Synopsis
Tourné exclusivement dans les Bains de Bruxelles, place du Jeu de Balle, en plein cœur des Marolles, un quartier populaire de la capitale belge, le film raconte la vie d'une piscine, qui sert aussi de bains-douches, de salle de boxe, et de lieu de socialisation.

## Fiche technique
- Titre : Bains publics
- Réalisation : Kita Bauchet
- Production : Guillaume Malandrin
- Société de production : Altitude 100 production, en coproduction avec Versus Production, RTBF, Be TV, CBA.
- Musique : Siegfried Canto
- Photographie : Marie-Françoise Plissart, Joachim Philippe, Benjamin Hautenauve, Paloma Sermon, Renaud Charlier, Kita Bauchet.
- Montage : Valène Leroy et Kita Bauchet.
- Étalonnage : Miléna Trivier
- Pays d'origine : Belgique
- Langue de tournage : français
- Format : Couleurs - 16:9 - DCP - Dolby SR
- Genre : documentaire
- Durée : 60 minutes
- Date de sortie : le 20 novembre 2018 en Belgique

## Tournage
Le tournage s'est déroulé entre décembre 2017 et février 2018 aux Bains de Bruxelles .[réf. incomplète]